# Amblans-et-Velotte
Pour les articles homonymes, voir Velotte.
Amblans-et-Velotte est une commune française située dans le département de la Haute-Saône, en Franche-Comté, dans la région administrative Bourgogne-Franche-Comté.

### Localisation

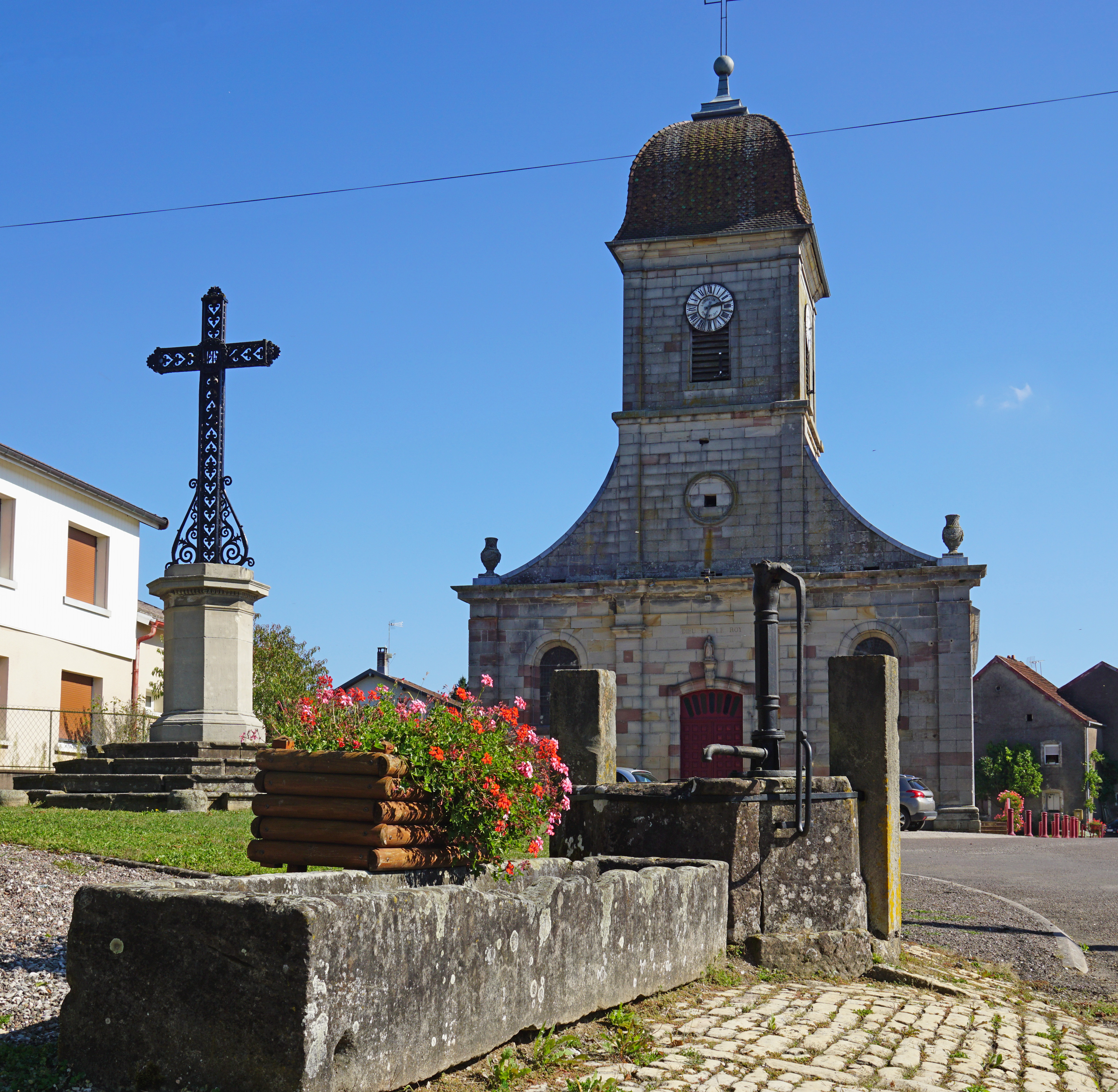
Ambiance du centre du village.

## Géographie

### Communes limitrophes
Les communes limitrophes sont  Adelans-et-le-Val-de-Bithaine, Bouhans-lès-Lure, Genevreuille, Magny-Vernois, Mollans et Vy-lès-Lure.
| Adelans-et-le-Val-de-Bithaine | Bouhans-lès-Lure   |               |
| Genevreuille                  | Amblans-et-Velotte | Magny-Vernois |
| Mollans                       | Vy-lès-Lure        |               |

### Géologie et relief
Le territoire communal repose sur le bassin houiller keupérien de Haute-Saône.

### Hydrographie

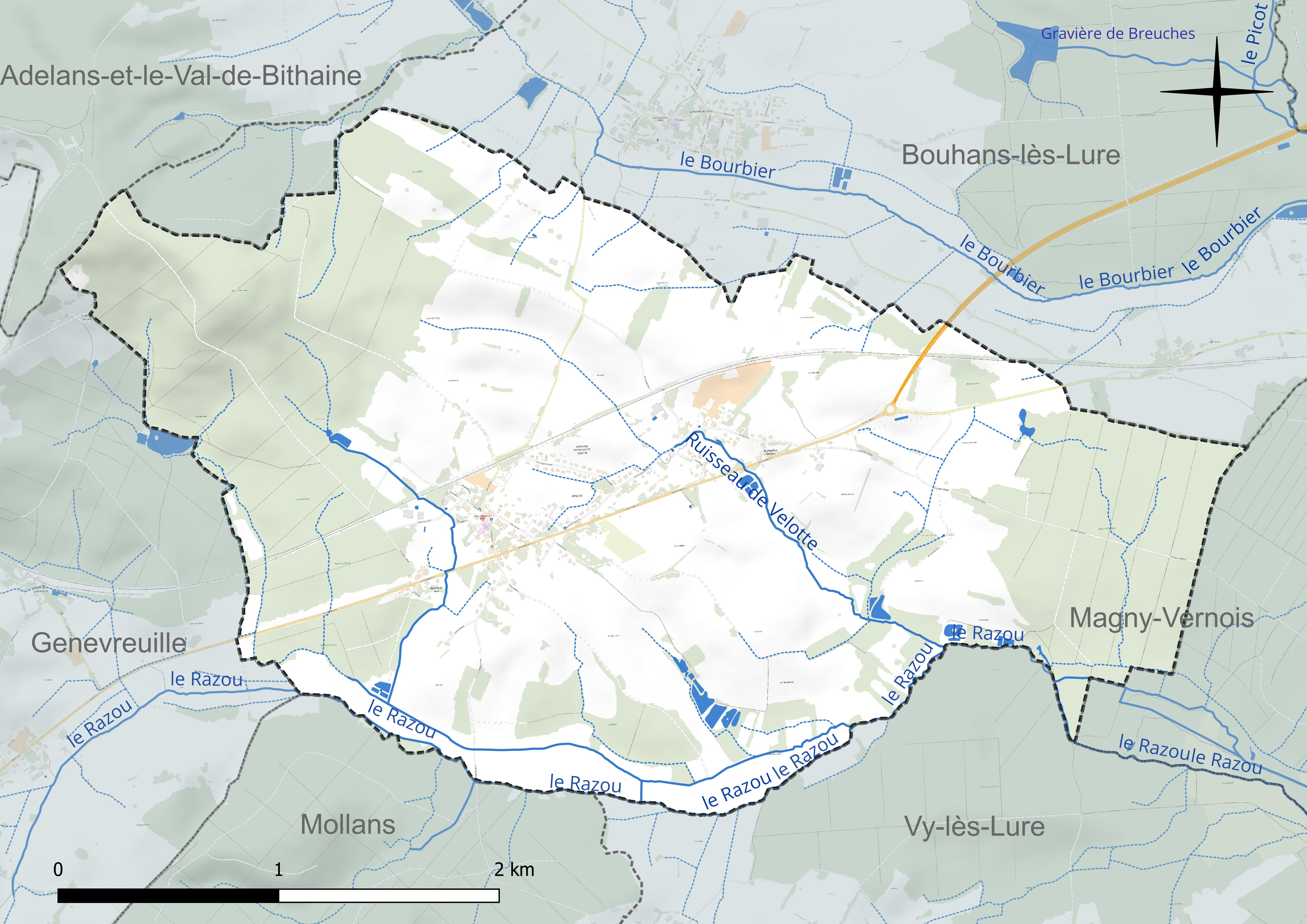
Carte hydrographique de la commune.

La commune est drainée par le Razou, dans lequel conflue le ruisseau de Velotte et un autre ruisseau.
Le Razou est un affluent de la Reigne, et donc un sous-affluent du Rhône par la Saône et l'Ognon.

### Climat
Pour des articles plus généraux, voir Climat de la Bourgogne-Franche-Comté et Climat de la Haute-Saône.
En 2010, le climat de la commune est de type climat de montagne, selon une étude du Centre national de la recherche scientifique s'appuyant sur une série de données couvrant la période 1971-2000. En 2020, Météo-France publie une typologie des climats de la France métropolitaine dans laquelle la commune est exposée à un climat semi-continental et est dans la région climatique Lorraine, plateau de Langres, Morvan, caractérisée par un hiver rude (1,5 °C), des vents modérés et des brouillards fréquents en automne et hiver.
Pour la période 1971-2000, la température annuelle moyenne est de 10 °C, avec une amplitude thermique annuelle de 17,3 °C. Le cumul annuel moyen de précipitations est de 1 131 mm, avec 13,6 jours de précipitations en janvier et 10,4 jours en juillet. Pour la période 1991-2020, la température moyenne annuelle observée sur la station météorologique de Météo-France la plus proche, « Saulx-de-Vesoul », sur la commune de Saulx à 10 km à vol d'oiseau, est de 10,9 °C et le cumul annuel moyen de précipitations est de 1 066,3 mm. 
La température maximale relevée sur cette station est de 39,5 °C, atteinte le 25 juillet 2019 ; la température minimale est de −21 °C, atteinte le 13 janvier 1987,,.
Les paramètres climatiques de la commune ont été estimés pour le milieu du siècle (2041-2070) selon différents scénarios d'émission de gaz à effet de serre à partir des nouvelles projections climatiques de référence DRIAS-2020. Ils sont consultables sur un site dédié publié par Météo-France en novembre 2022.

## Urbanisme

### Typologie
Au 1er janvier 2024, Amblans-et-Velotte est catégorisée commune rurale à habitat dispersé, selon la nouvelle grille communale de densité à sept niveaux définie par l'Insee en 2022.
Elle est située hors unité urbaine. Par ailleurs la commune fait partie de l'aire d'attraction de Lure, dont elle est une commune de la couronne,. Cette aire, qui regroupe 33 communes, est catégorisée dans les aires de moins de 50 000 habitants,.

### Occupation des sols

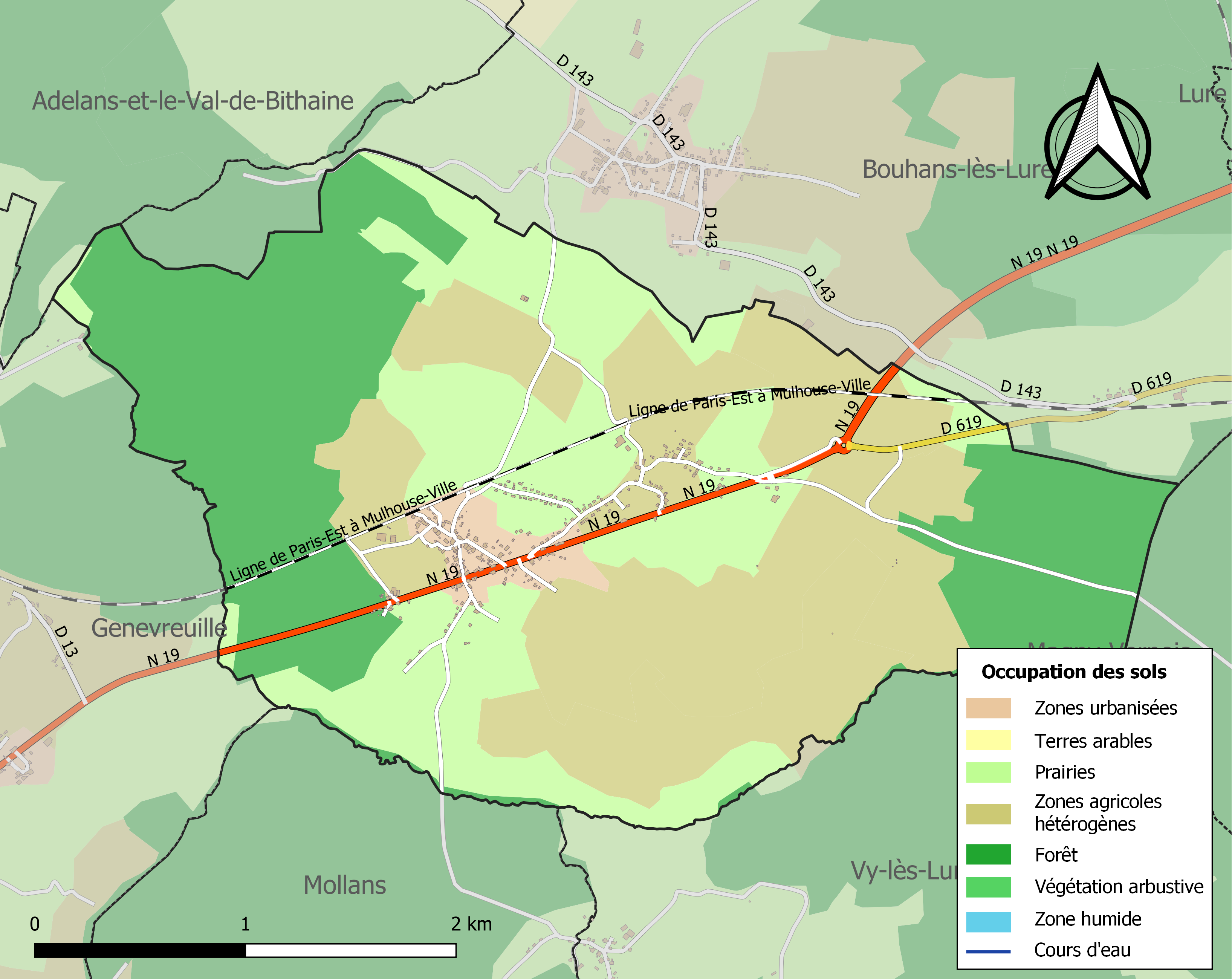
Carte des infrastructures et de l'occupation des sols de la commune en 2018 (CLC).

L'occupation des sols de la commune, telle qu'elle ressort de la base de données européenne d’occupation biophysique des sols Corine Land Cover (CLC), est marquée par l'importance des territoires agricoles (63,5 % en 2018), une proportion sensiblement équivalente à celle de 1990 (64 %). La répartition détaillée en 2018 est la suivante : 
zones agricoles hétérogènes (36,7 %), forêts (33,7 %), prairies (26,8 %), zones urbanisées (2,8 %). L'évolution de l’occupation des sols de la commune et de ses infrastructures peut être observée sur les différentes représentations cartographiques du territoire : la carte de Cassini (XVIIIe siècle), la carte d'état-major (1820-1866) et les cartes ou photos aériennes de l'IGN pour la période actuelle (1950 à aujourd'hui).

### Habitat et logement
En 2020, le nombre total de logements dans la commune était de 182, alors qu'il était de 163 en 2015 et de 160 en 2010.
Parmi ces logements, 90,3 % étaient des résidences principales, 2,3 % des résidences secondaires et 7,4 % des logements vacants. Ces logements étaient pour 94,8 % d'entre eux des maisons individuelles et pour 5,2 % des appartements.
Le tableau ci-dessous présente la typologie des logements à Amblans-et-Velotte en 2020 en comparaison avec celle de la Haute-Saône et de la France entière. Une caractéristique marquante du parc de logements est ainsi une proportion de résidences secondaires et logements occasionnels (2,3 %) inférieure à celle du département (6,2 %) et à celle de la France entière (9,7 %). Concernant le statut d'occupation de ces logements, 76,5 % des habitants de la commune sont propriétaires de leur logement (78,2 % en 2015), contre 68,8 % pour la Haute-Saône et 57,5 pour la France entière.
| Typologie                                               | Amblans-et-Velotte | Haute-Saône | France entière |
| ------------------------------------------------------- | ------------------ | ----------- | -------------- |
| Résidences principales (en %)                           | 90,3               | 83          | 82,1           |
| Résidences secondaires et logements occasionnels (en %) | 2,3                | 6,2         | 9,7            |
| Logements vacants (en %)                                | 7,4                | 10,7        | 8,2            |

### Planification de l'aménagement
L'aménagement et l'urbanisation de la commune sont organisés par le plan local d'urbanisme intercommunal (PLUi) de la communauté de communes du pays de Lure (CCPL), document d'urbanisme de référence pour tout le territoire de l'intercommunalité et approuvé le 26 juin 2018.
Ce PLUi met en œuvre le SCOT du pays des Vosges saônoises, un projet de territoire visant à mettre en cohérence l'ensemble des politiques sectorielles, notamment en matière d’habitat, de mobilité, d’aménagement commercial, d’environnement et de paysage.

### Voies de communication et transports
La commune est traversée par la route nationale 19, qui la relie à Lure et Vesoul. Les habitants se plaignent de l'importance de son trafic, notamment de camions, et demandent à ce qu'elle soit aménagée et déviée pour éviter le village,.
Elle est également traversée par la ligne de Paris-Est à Mulhouse-Ville, dont la station la plus proche est la gare de Lure, desservie  par des trains TER Grand Est, qui effectuent des relations entre les gares de Paris-Est et de Belfort ou de Mulhouse-Ville et des trains TER Bourgogne-Franche-Comté, sur la relation Vesoul – Lure – Belfort, et TER Grand Est, sur la relation Épinal – Luxeuil-les-Bains – Belfort.

## Histoire

### Préhistoire
Une cachette de l’âge de bronze a été découverte au XXe siècle.

### Antiquité
Des vestiges de riches villas gallo-romaines ont été retrouvées sur le territoire.

### Révolution française et Empire
La commune, instituée par la Révolution française sous le nom d'Amblans, absorbe entre 1790 et 1794 celle de Velotte et devient Amblans-et-Velotte.

### Époque contemporaine
La commune était concernée par la concession des  Houillères de Vy-lès-Lure exploitée de 1839 à 1944,.

## Politique et administration

### Rattachements administratifs et électoraux

#### Rattachements administratifs
La commune se trouve dans l'arrondissement de Lure du département de la Haute-Saône.
Elle faisait partie de 1793 à 1985  du canton de Lure, année où celui-ci est scindé et la commune rattachée au canton de Lure-Nord. Dans le cadre du redécoupage cantonal de 2014 en France, cette circonscription administrative territoriale a disparu, et le canton n'est plus qu'une circonscription électorale.

#### Rattachements électoraux
Pour les élections départementales, la commune fait partie depuis 2014 du canton de Lure-2
Pour l'élection des députés, elle fait partie de la deuxième circonscription de la Haute-Saône.

### Intercommunalité
La commune était membre de la petite communauté de communes des Franches-Communes (CCFC), un établissement public de coopération intercommunale (EPCI) à fiscalité propre créé en 2001 et auquel la commune avait transféré un certain nombre de ses compétences, dans les conditions déterminées par le code général des collectivités territoriales, et qui comptait environ 4 200 habitants.
Dans le cadre des dispositions de la loi du 16 décembre 2010 de réforme des collectivités territoriales, qui prévoit toutefois d'achever et de rationaliser le dispositif intercommunal en France, et notamment d'intégrer la quasi-totalité des communes françaises dans des EPCI à fiscalité propre dont la population soit normalement supérieure à 5 000 habitants, le schéma départemental de coopération intercommunale de 2011 a prévu  la fusion de la CCFC avec d'autres petites intercommunalités.
Toutefois, la commune a préalablement été détachée le 1er janvier 2013 de la CCFC pour rejoindre à cette date la communauté de communes du pays de Lure, dont elle fait désormais partie.

### Liste des maires
| Période                                  | Période                       | Identité         | Étiquette | Qualité |
| ---------------------------------------- | ----------------------------- | ---------------- | --------- | --- |
| Les données manquantes sont à compléter. |                               |                  |           | |
|                                          |                               |                  |           | |
| mars 2001                                | juillet 2020                  | Frédéric Debely, | PS        | Cadre d'entreprise publique Vice-président de la CC du pays de Lure (2014 → ) Vice-président du syndicat des eaux d’Amblans-Bouhans-Genevreuille ( ? → 2018) |
| juillet 2020                             | juin 2023,                    | Gilles Simeon    |           | Cadre retraité Mort en fonction |
| septembre 2023                           | En cours (au 26 janvier 2024) | Laurent Chêne    |           | Artisan |

## Équipements et services publics
La commune dispose d'un complexe culturel et sportif, aménagé dans un bâtiment ancien étendu et où se trouve également  la mairie, et qui comprend une salle interactive, bibliothèque, salle de réunion, salle d’exposition et de spectacles qui inclut également une salle de sport

### Eau et déchets

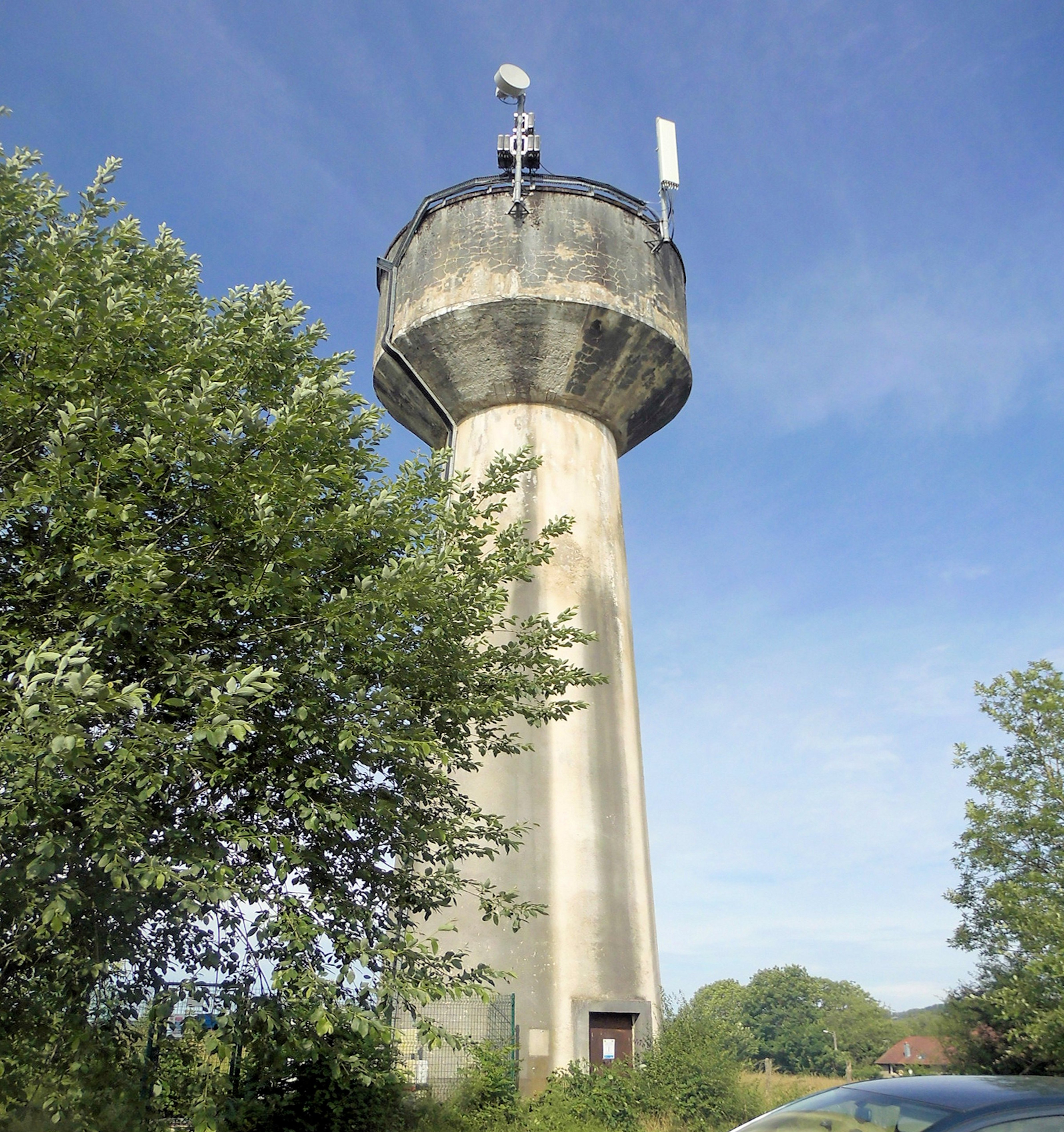
Le château d'eau.

La commune, ainsi que  Genevreuille et Bouhans-lès-Lure, est alimentée en eau potable par le captage de Grande-Fontaine. Celui-ci s'est révélé insuffisant pour alimenter le réseau durant la sécheresse de l'été 2018 et les habitants ont dû être secourus par des livraisons d'eau par camion-citerne depuis Lure. L'intercommunalité, qui a succédé en 2019 à l'ancien syndicat des eaux d’Amblans-Bouhans-Genevreuille, a installé une connexion entre le réseau des trois communes et le réseau d’eau de Magny-Vernois, de manière à mailler ses réseaux et permettre aux divers réseaux de se secourir mutuellement dans le territoire communautaire

### Enseignement
La commune dispose d'une école et d'un centre périscolaire, géré par les géré par les Francas,.

## Population et société
Les habitants de la commune sont les Ambellipontains et les Ambellipontaines.

### Démographie
L'évolution du nombre d'habitants est connue à travers les recensements de la population effectués dans la commune depuis 1793. Pour les communes de moins de 10 000 habitants, une enquête de recensement portant sur toute la population est réalisée tous les cinq ans, les populations de référence des années intermédiaires étant quant à elles estimées par interpolation ou extrapolation. Pour la commune, le premier recensement exhaustif entrant dans le cadre du nouveau dispositif a été réalisé en 2008.

En 2022, la commune comptait 400 habitants, en évolution de +1,78 % par rapport à 2016 (Haute-Saône : −1,4 %, France hors Mayotte : +2,11 %).
| 1793 | 1800 | 1806 | 1821 | 1831 | 1836 | 1841 | 1846 | 1851 |
| ---- | ---- | ---- | ---- | ---- | ---- | ---- | ---- | ---- |
| 450  | 478  | 550  | 606  | 603  | 587  | 580  | 588  | 573  |

| 1856 | 1861 | 1866 | 1872 | 1876 | 1881 | 1886 | 1891 | 1896 |
| ---- | ---- | ---- | ---- | ---- | ---- | ---- | ---- | ---- |
| 501  | 507  | 511  | 500  | 483  | 454  | 462  | 443  | 444  |

| 1901 | 1906 | 1911 | 1921 | 1926 | 1931 | 1936 | 1946 | 1954 |
| ---- | ---- | ---- | ---- | ---- | ---- | ---- | ---- | ---- |
| 438  | 419  | 375  | 321  | 307  | 340  | 338  | 299  | 270  |

| 1962 | 1968 | 1975 | 1982 | 1990 | 1999 | 2006 | 2008 | 2013 |
| ---- | ---- | ---- | ---- | ---- | ---- | ---- | ---- | ---- |
| 279  | 278  | 255  | 258  | 281  | 288  | 347  | 364  | 378  |

| 2018 | 2022 | - | - | - | - | - | - | - |
| ---- | ---- | - | - | - | - | - | - | - |
| 400  | 400  | - | - | - | - | - | - | - |

### Manifestations culturelles et festivités
Fête patronale le dimanche suivant le 17 janvier et fête communale, le 3e dimanche de mai.

## Culture locale et patrimoine

### Lieux et monuments
- Trois bâtiments inscrits aux monuments historiques :
  - Le château d'Amblans[39]
  - Le puits communal[40]
  - La fontaine-lavoir de Velotte. L’ensemble puisoir, abreuvoir et lavoir couvert est inscrit à l'inventaire[41],[17].

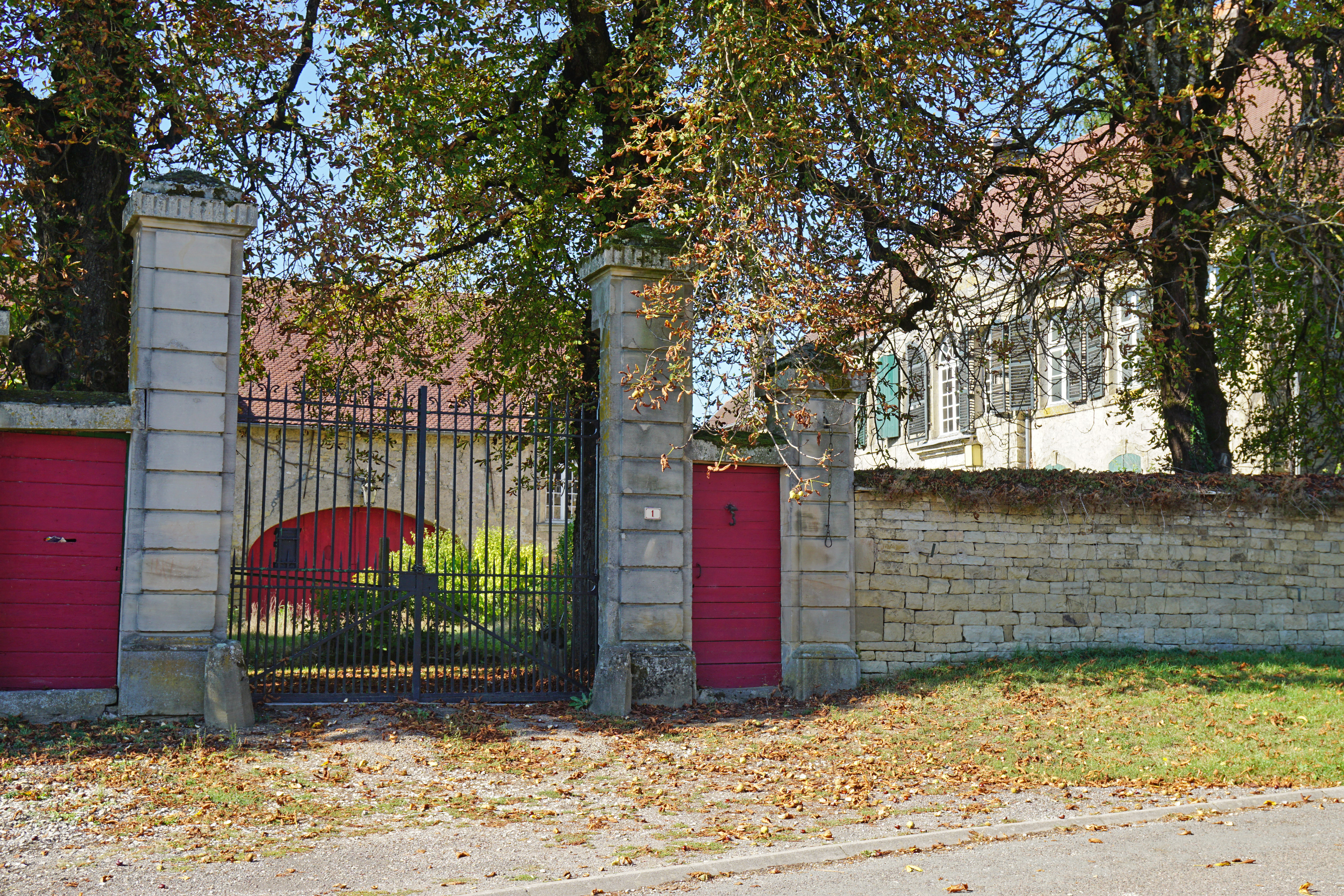
Le château.
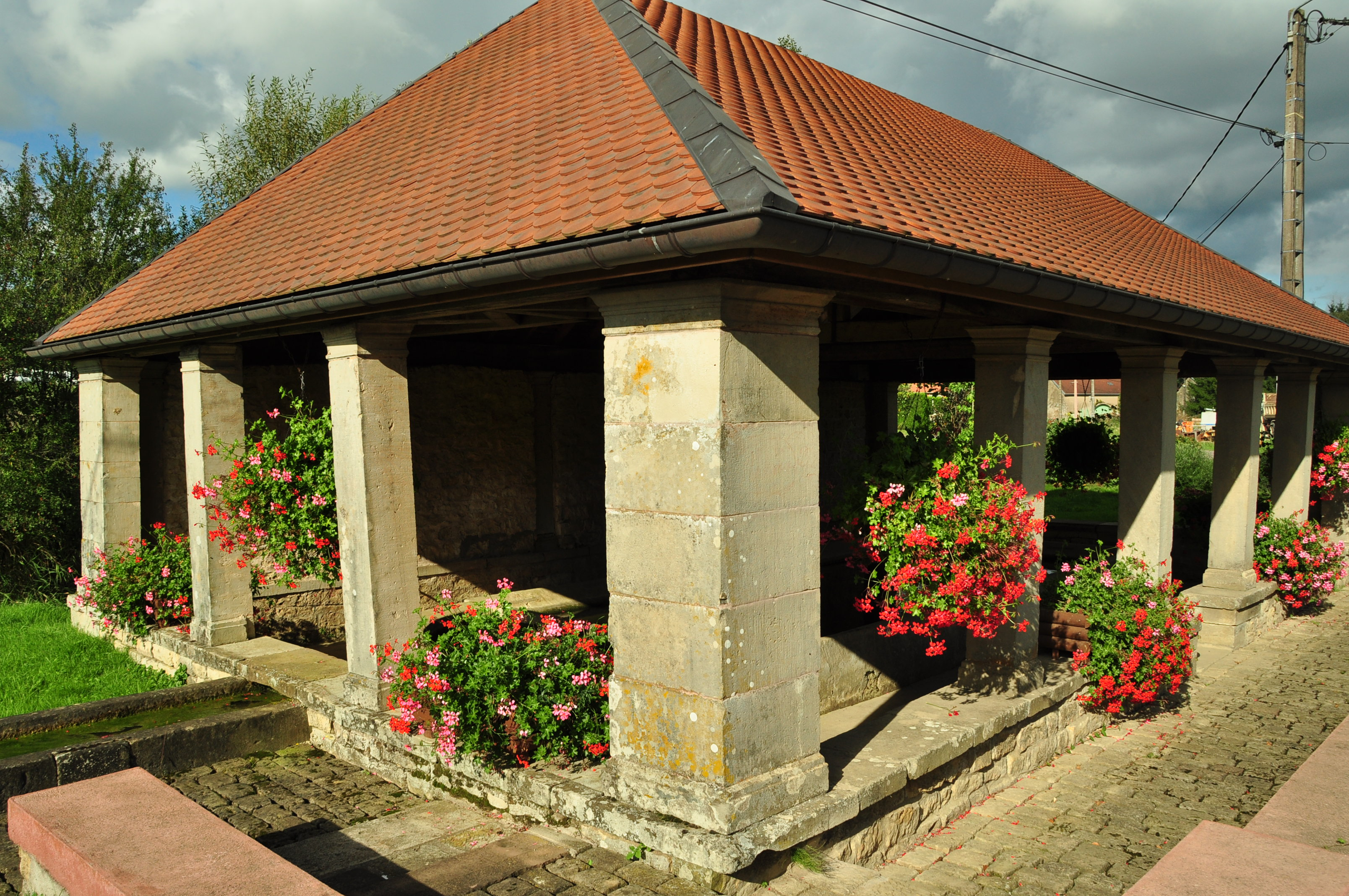
Grande fontaine-lavoir de Velotte
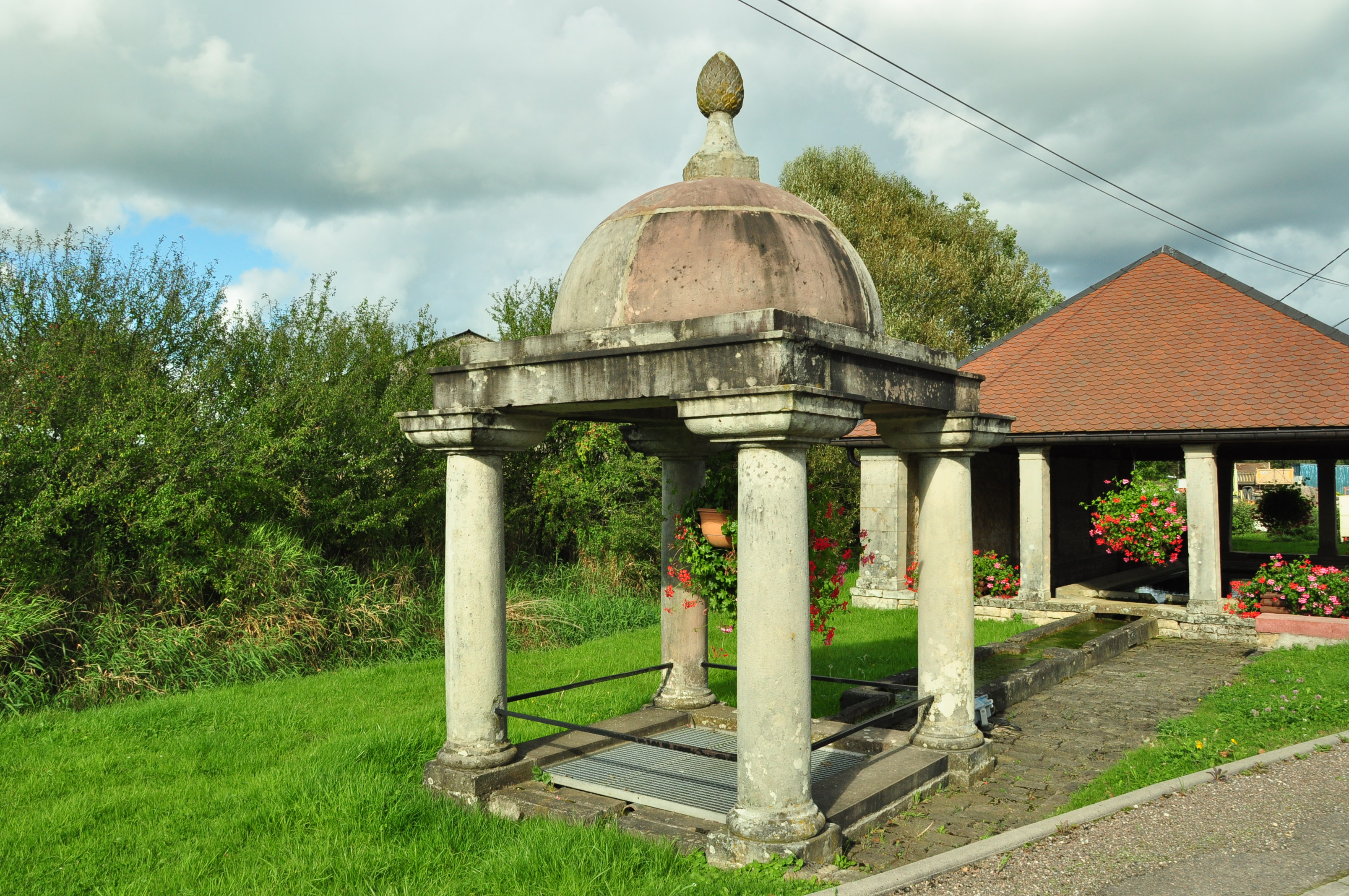
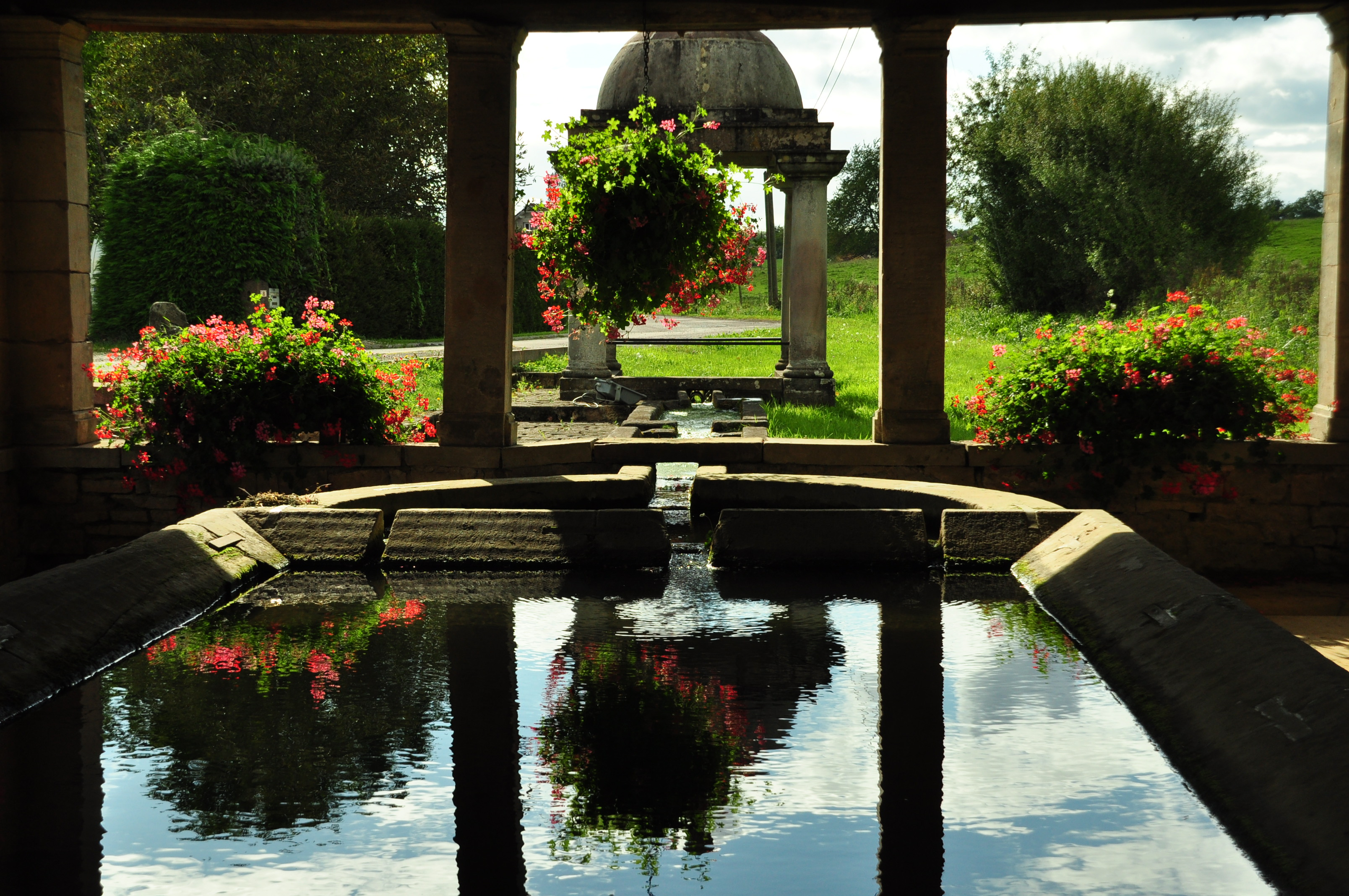
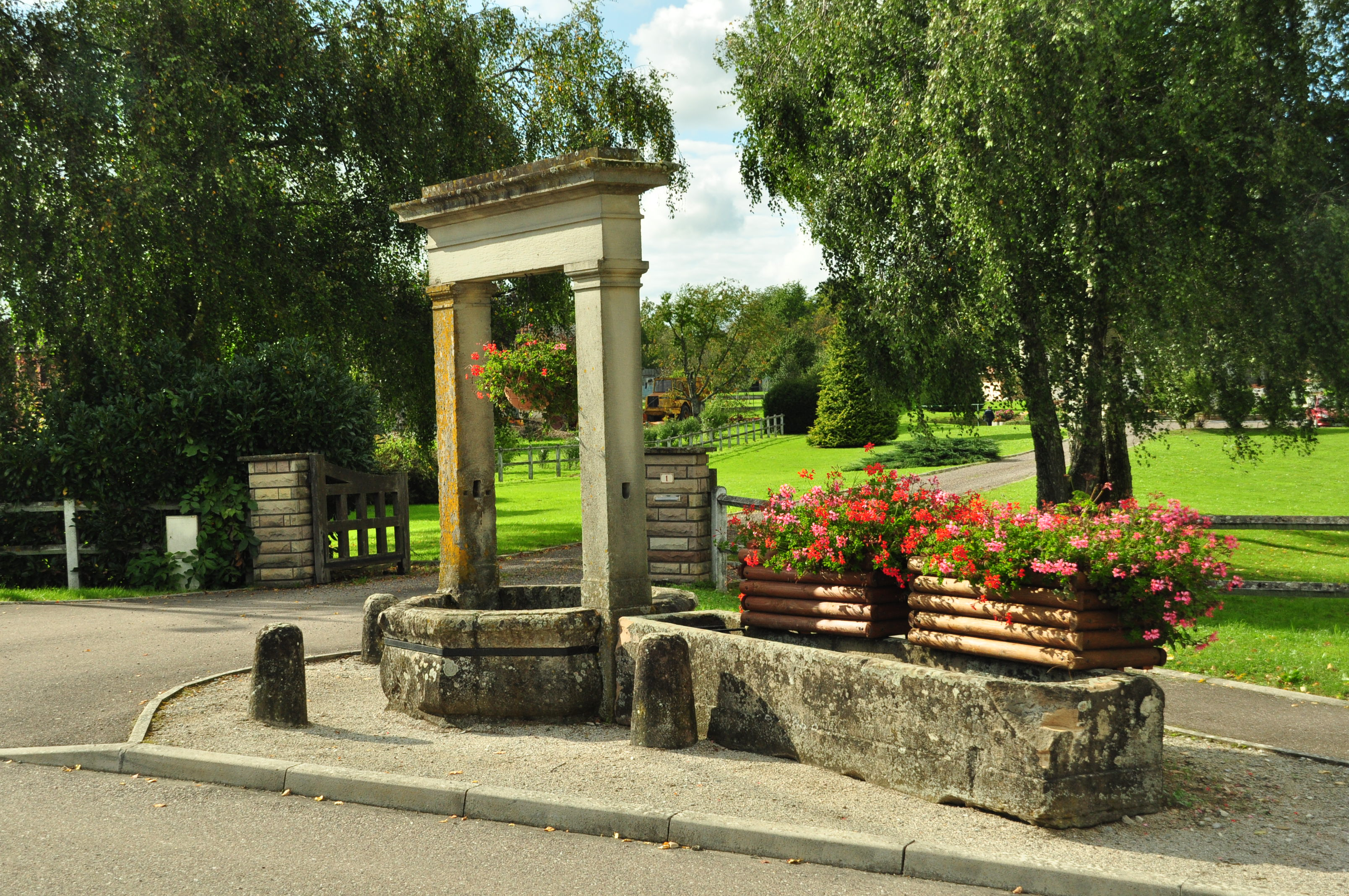
Puits communal de Velotte.
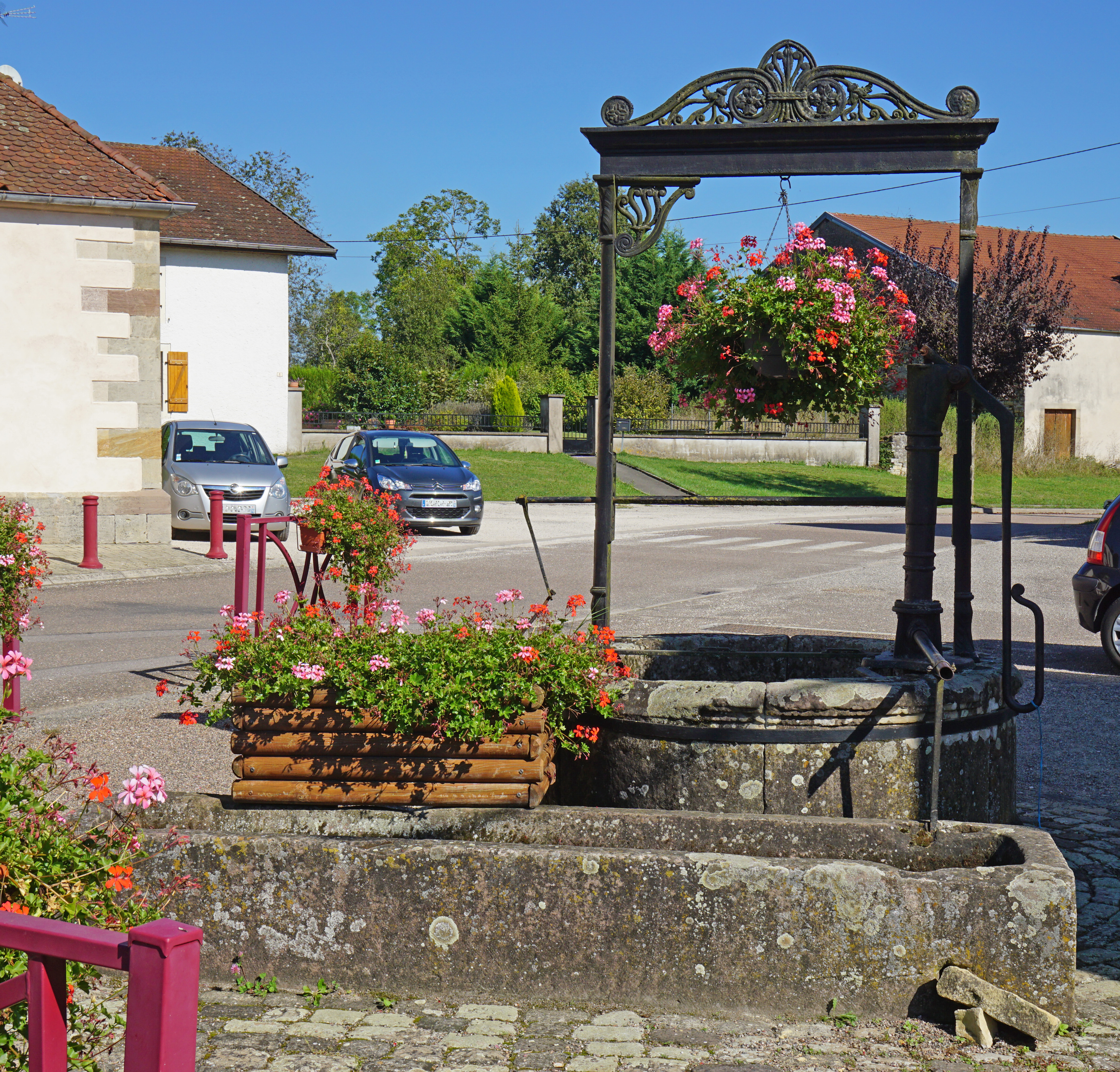
Puits communal d'Amblans

- L'église Saint-Antoine d'Ambans, reconstruite au XIXe siècle et qui a conservé sa façade du XVIIIe siècle. Elle possède un clocher carré à toit bulbeux[17].

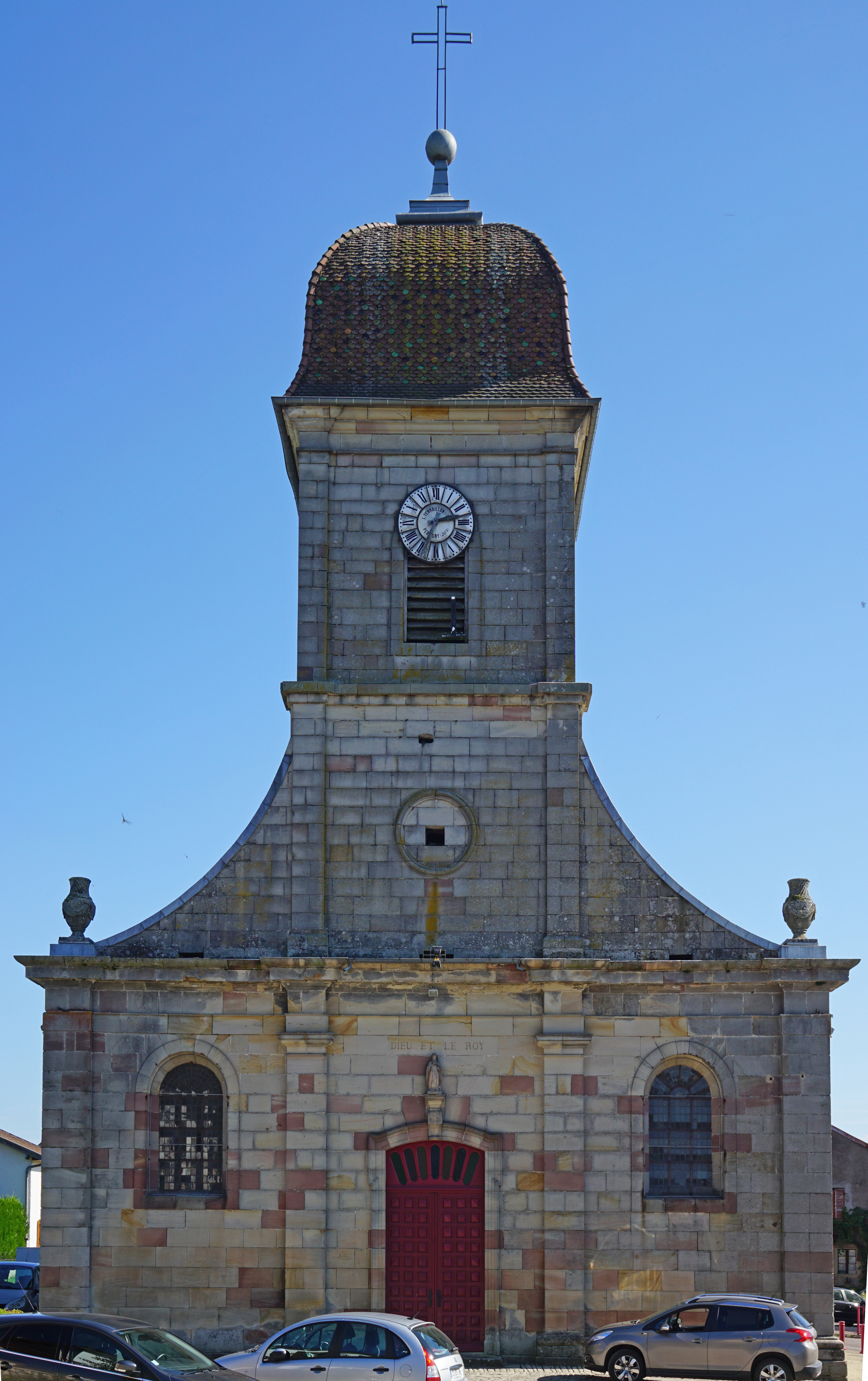
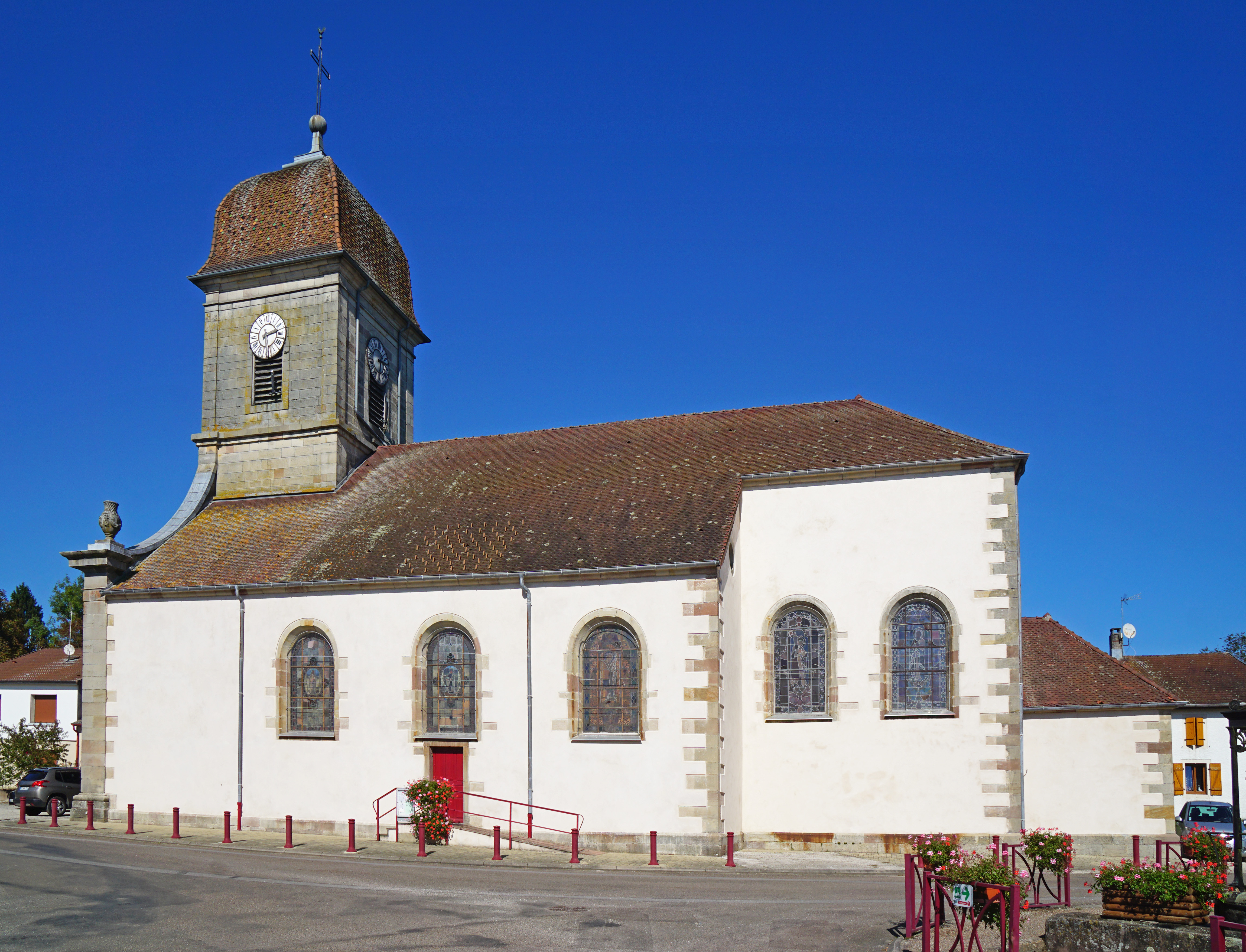
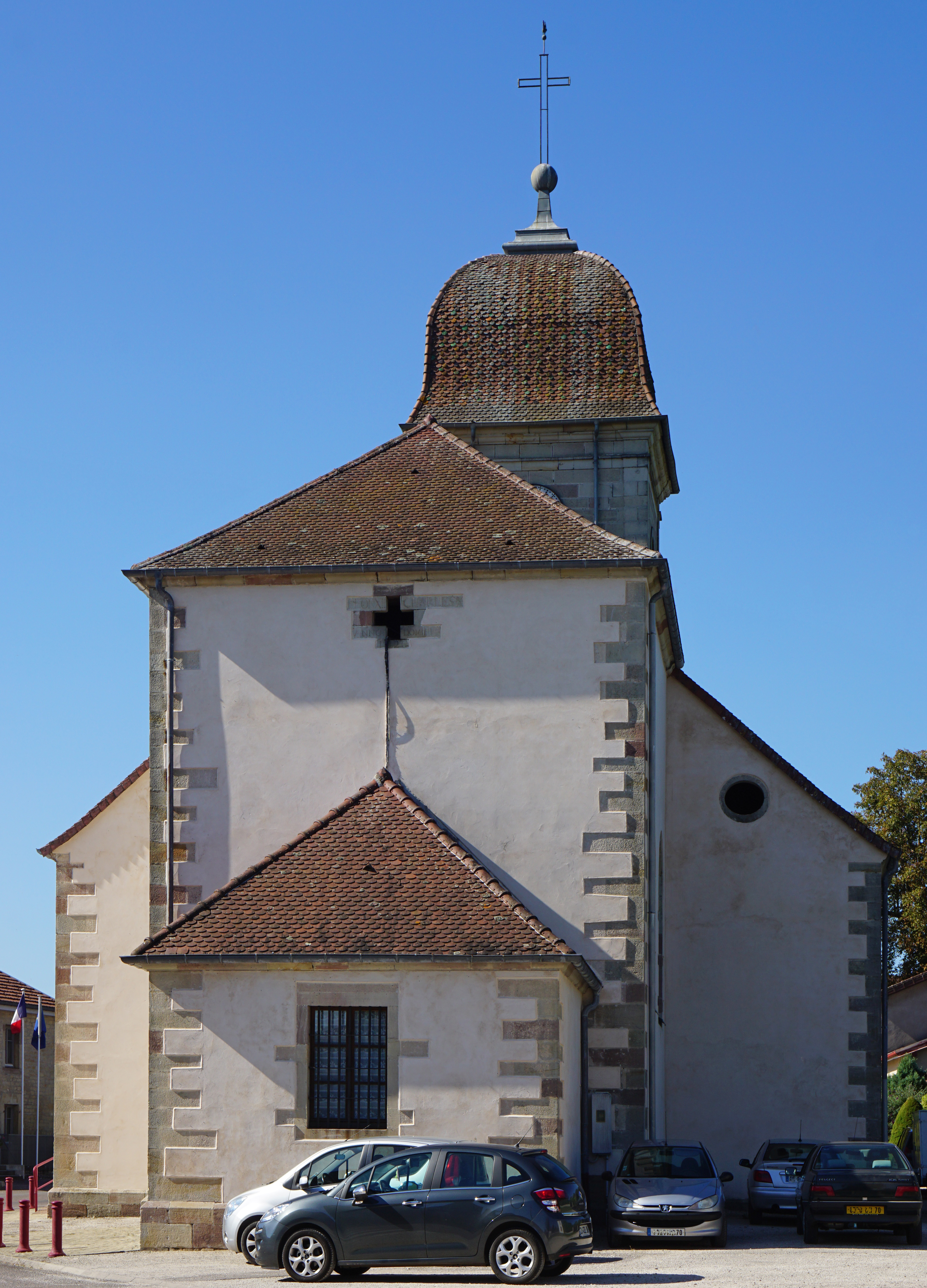

- Les fontaines, calvaires, croix, monument aux morts et sept puits communaux construits de 1836 à 1896, dont certains ont été restaurés, notamment celui de la place de la mairie[17]. Cinq d'entre eux sont l’œuvre de l'architecte Mougenot[18]
- Un circuit découverte vélo-route traverse Amblans et Velotte[18].

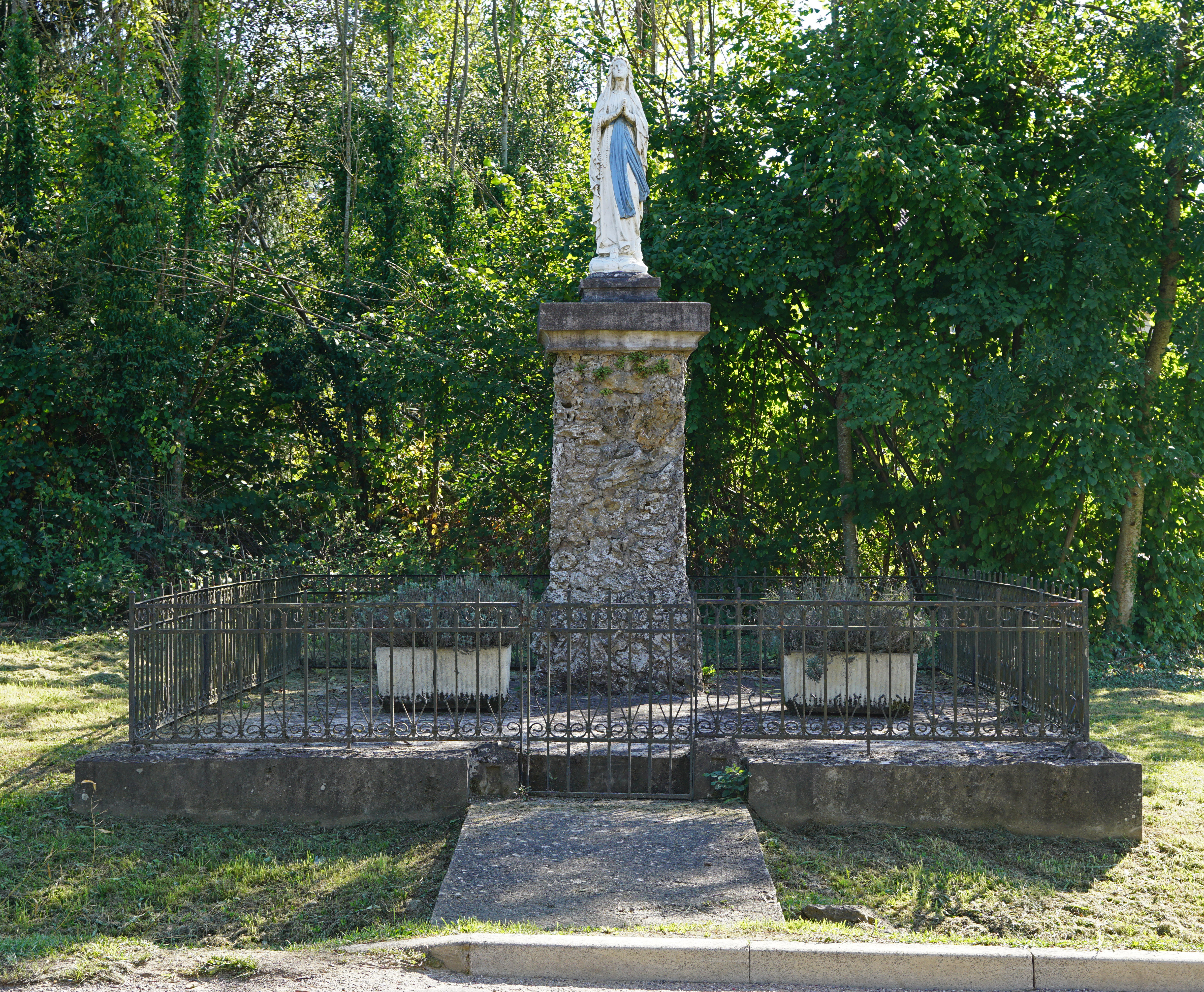
Statue de la Vierge.
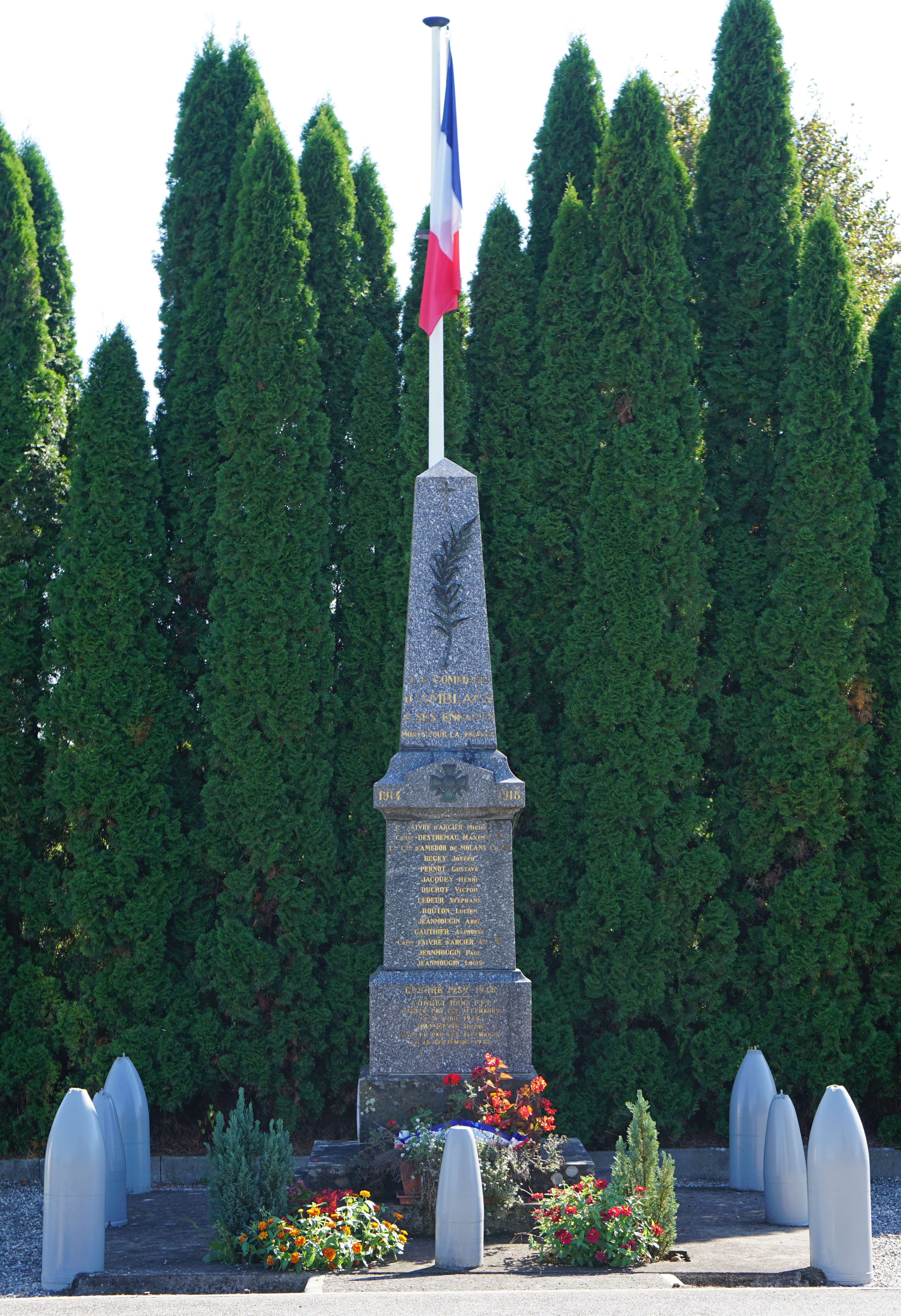
Monument aux morts.
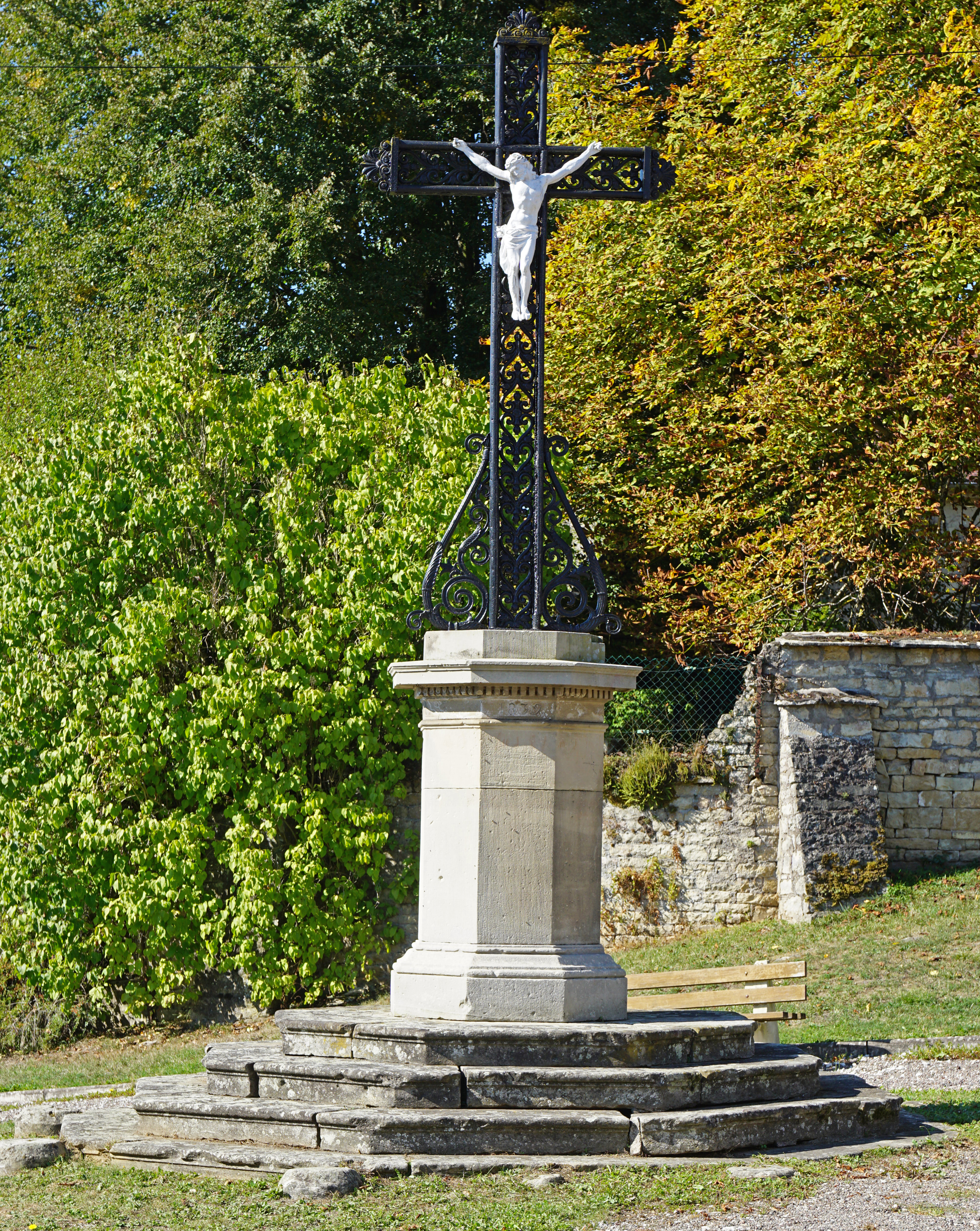
Calvaire.
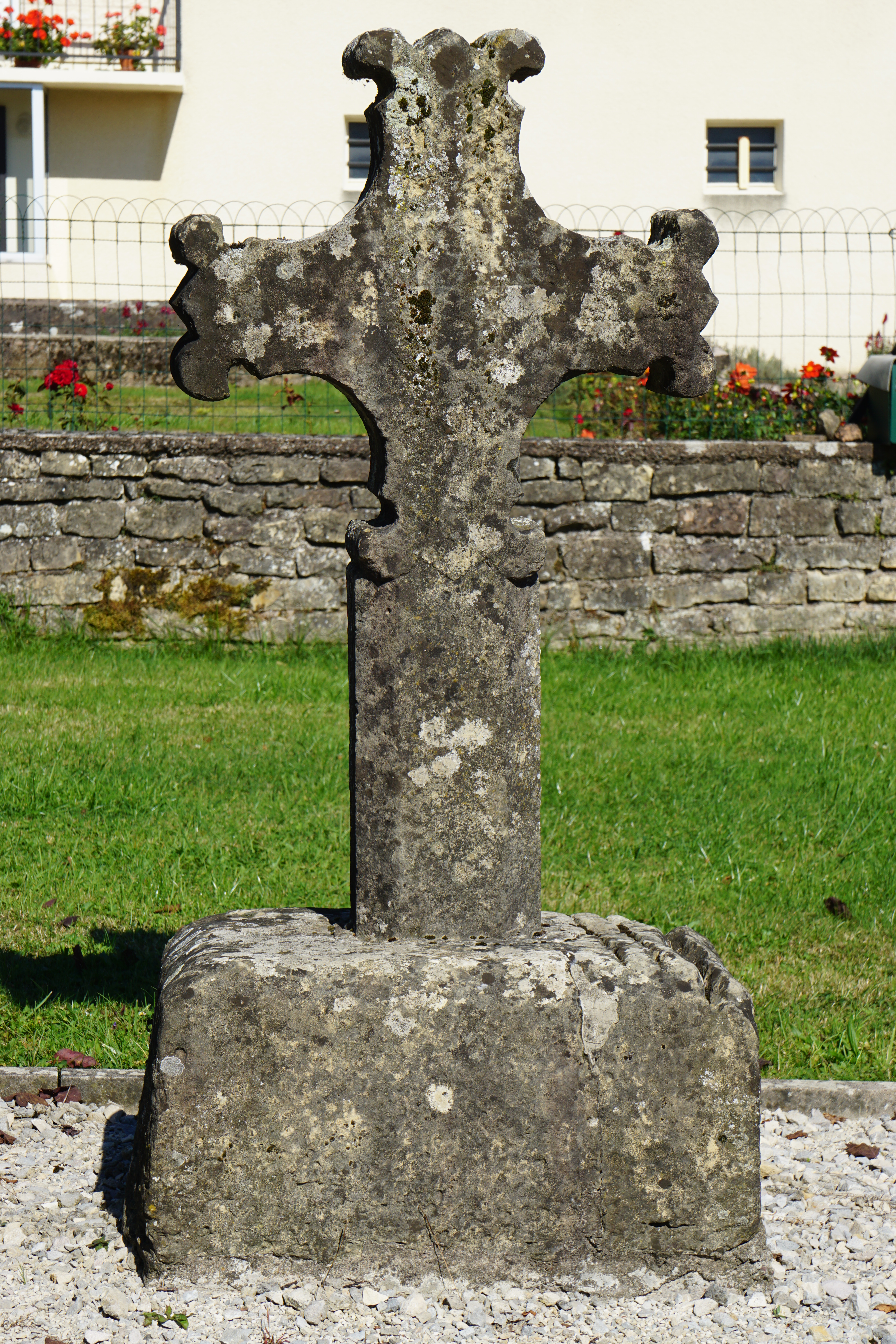
Croix.
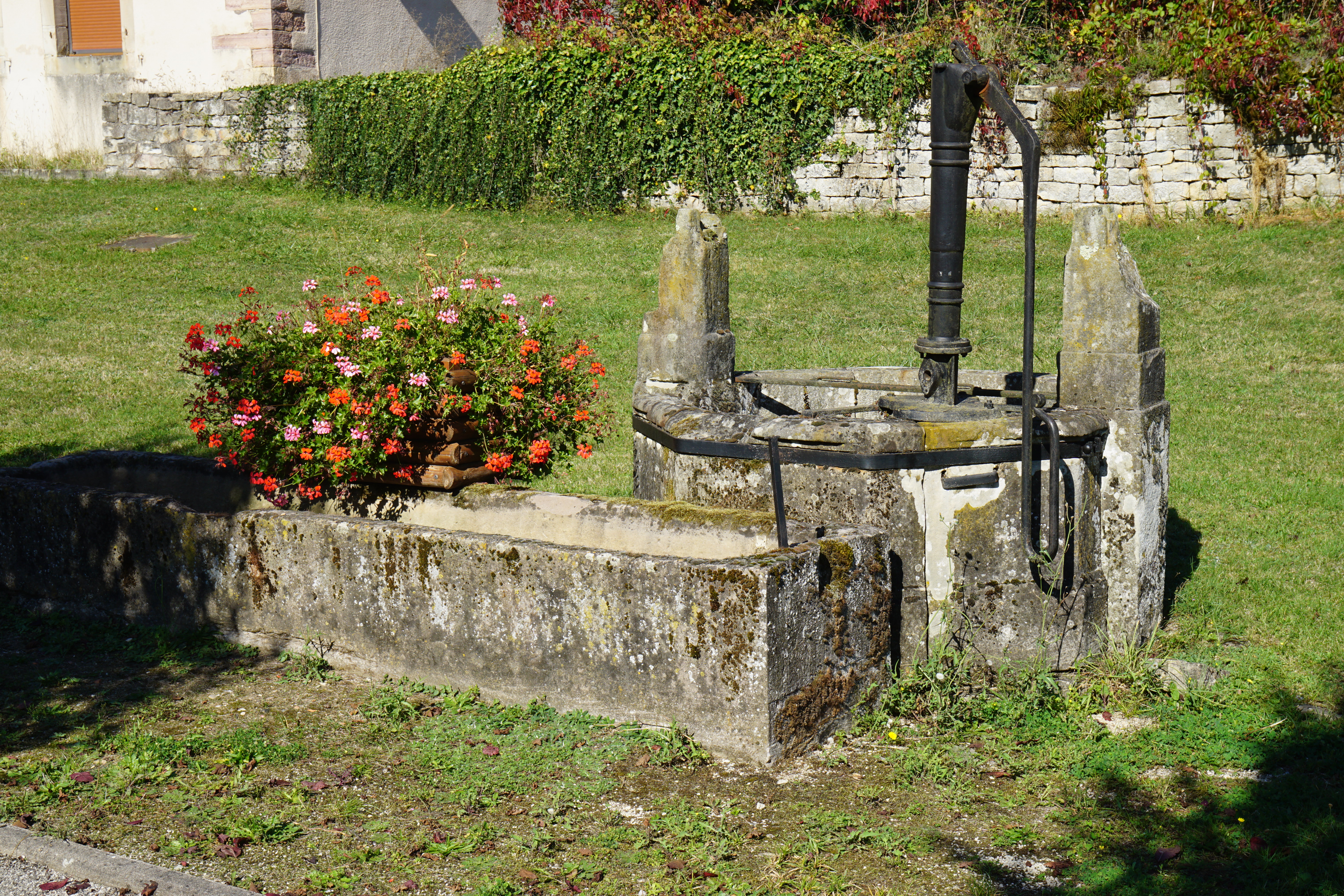
Fontaine.
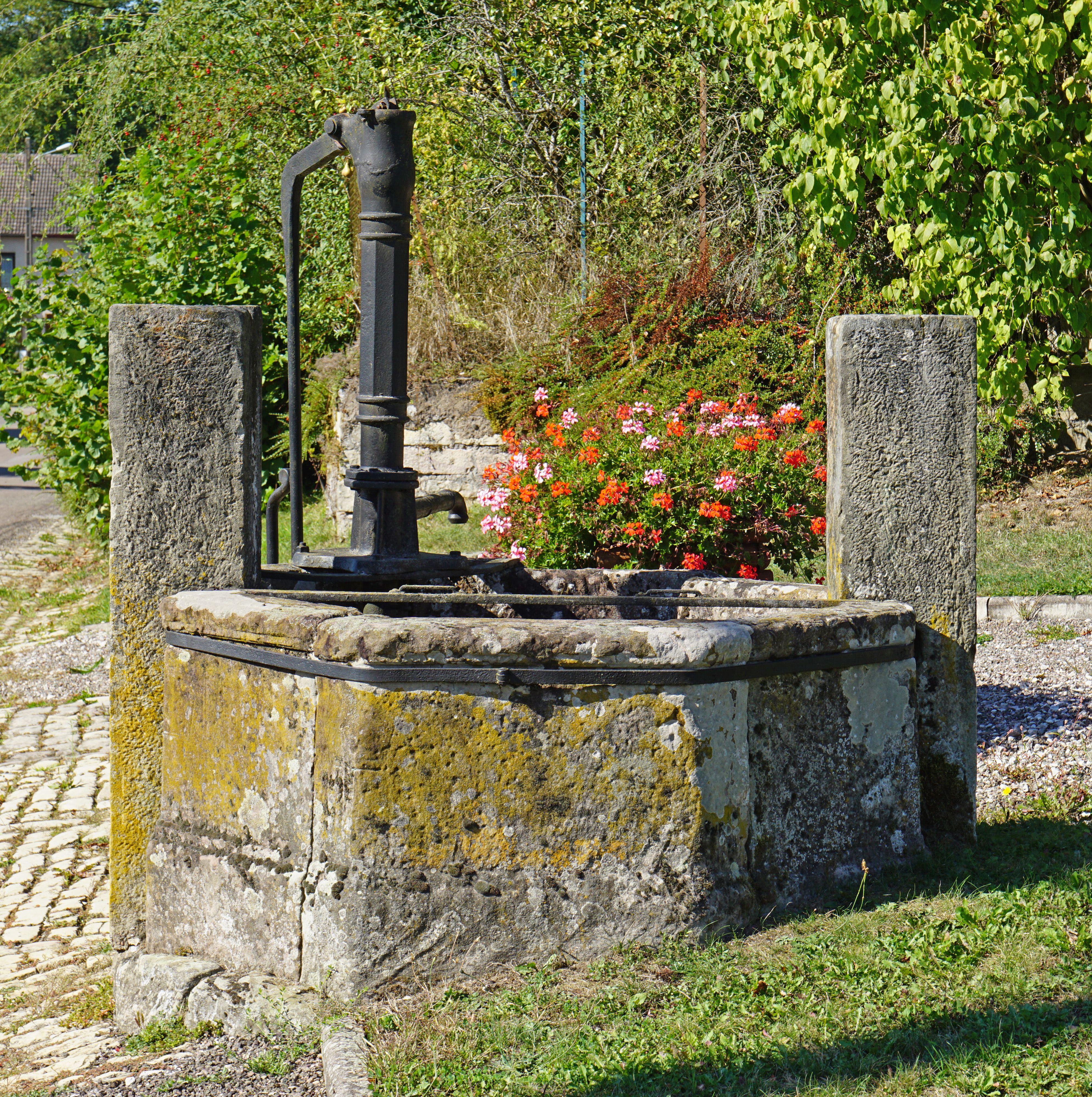
Puits-fontaine.

### Héraldique
| Blason de Amblans-et-Velotte | Blason  | D'azur à trois épis de blé empoignés tigés d'or mouvants de la pointe de l'écu accostés de deux molettes d'éperon à six pointes aussi d'or, à une foi d'argent mouvant des flancs de l'écu et brochant en pointe sur les tiges |
| Blason de Amblans-et-Velotte | Détails | Le statut officiel du blason reste à déterminer. |